# Horka II
Obec Horka II (německy Horka) se nachází v okrese Kutná Hora, kraj Středočeský, asi 2,5 km jihovýchodně od Zruče nad Sázavou. Žije zde 406 obyvatel. Součástí obce jsou i vesnice Buda, Čejtice, Hrádek a Onšovec.

## Historie
První písemná zmínka o obci pochází z roku 1305.

### Územněsprávní začlenění
Dějiny územněsprávního začleňování zahrnují období od roku 1850 do současnosti. V chronologickém přehledu je uvedena územně administrativní příslušnost obce v roce, kdy ke změně došlo:
- 1850 země česká, kraj Pardubice, politický okres Ledeč, soudní okres Dolní Kralovice[4]
- 1855 země česká, kraj Čáslav, soudní okres Dolní Kralovice
- 1868 země česká, politický okres Ledeč, soudní okres Dolní Kralovice
- 1939 země česká, Oberlandrat Německý Brod, politický okres Ledeč nad Sázavou, soudní okres Dolní Kralovice[5]
- 1942 země česká, Oberlandrat České Budějovice, politický okres Ledeč nad Sázavou, soudní okres Dolní Kralovice[6]
- 1945 země česká, správní okres Ledeč nad Sázavou, soudní okres Dolní Kralovice[7]
- 1949 Jihlavský kraj, okres Ledeč nad Sázavou[8]
- 1960 Středočeský kraj, okres Kutná Hora
- 2003 Středočeský kraj, obec s rozšířenou působností Kutná Hora

### Rok 1932
V obci Horka (přísl. Buda, Čejtice, Milošovice, Onšovec, 835 obyvatel) byly v roce 1932 evidovány tyto živnosti a obchody: 6 hostinců, košíkář, krejčí, mlýn, obuvník, pekař, obchod s peřím, pila, 4 obchody se smíšeným zbožím, 4 trafiky, truhlář, velkostatek, zednický mistr.

## Doprava
Dopravní síť
- Pozemní komunikace – Obcí prochází silnice II/336 Uhlířské Janovice - Zruč nad Sázavou - Bezděkov.
- Železnice – Územím obce vede železniční Trať 212 Čerčany - Světlá nad Sázavou. Jedná se o jednokolejnou regionální trať se železniční zastávkou Horka nad Sázavou, zahájení dopravy v úseku trati mezi Kácovem a Světlou nad Sázavou bylo roku 1903.

Veřejná doprava 2011
- Autobusová doprava – Obcí projížděly autobusové linky Dolní Kralovice-Zruč nad Sázavou (v pracovních dnech 2 spoje), Zruč nad Sázavou-Pertoltice,Chlístovice-Zruč nad Sázavou (v pracovních dnech 1 spoj) (dopravce ČSAD Benešov) a Ježov-Dolní Kralovice-Zruč nad Sázavou (v pracovních dnech 2 spoje) (dopravce Veolia Transport Východní Čechy).
- Železniční doprava – V železniční zastávce Horka nad Sázavou zastavovalo v pracovní dny 12 párů osobních vlaků, o víkendu 9 párů osobních vlaků.

## Pamětihodnosti
- Barokní zámek v Horce s kaplí svatého Josefa vznikl ve druhé polovině osmnáctého století přestavbou starší tvrze. Dochovaná podoba je výsledkem klasicistních úprav.[10]
- Socha Panny Marie
- Krucifix

## Galerie

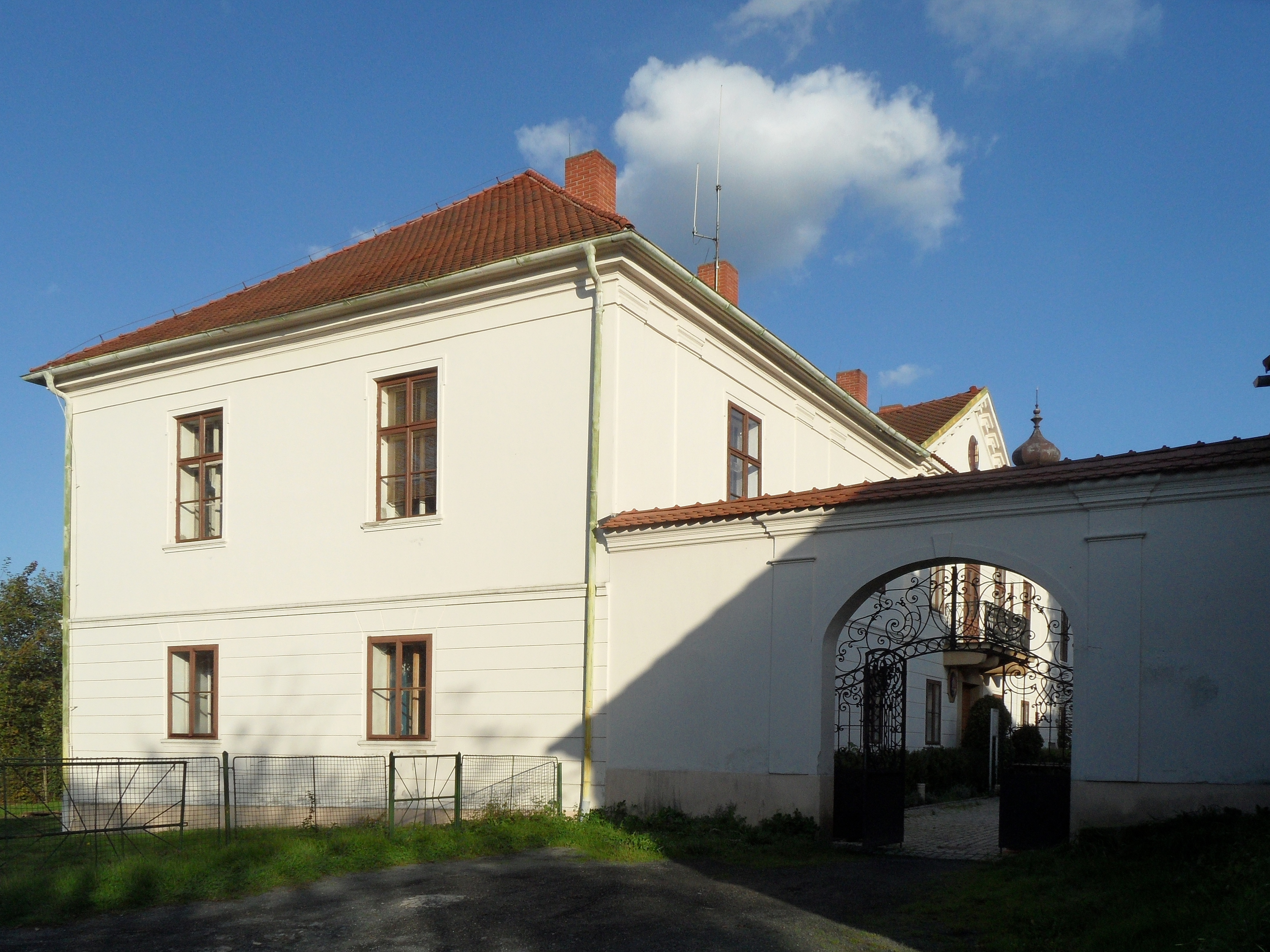
zámek s branou
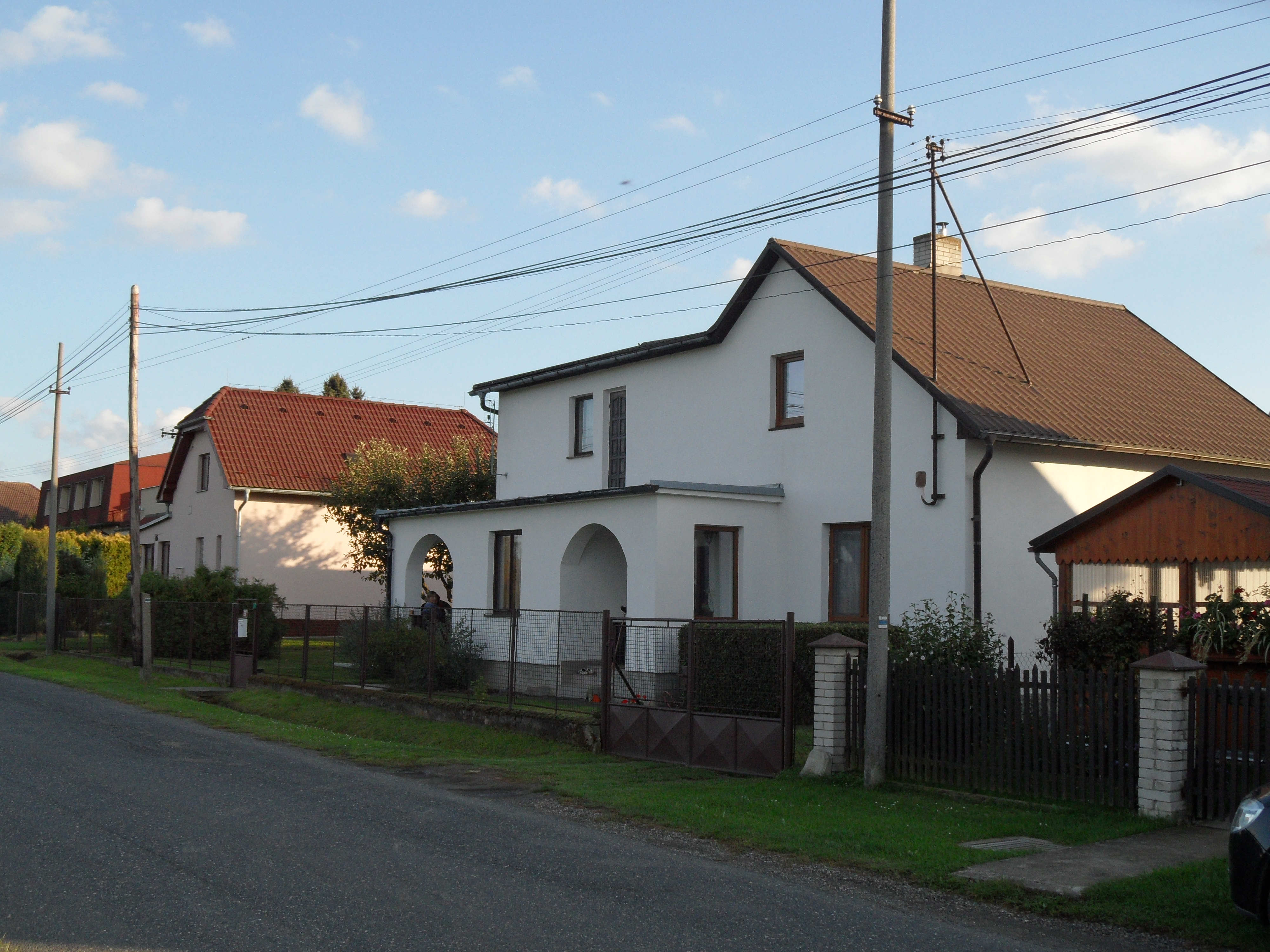
Domy u hlavní silnice
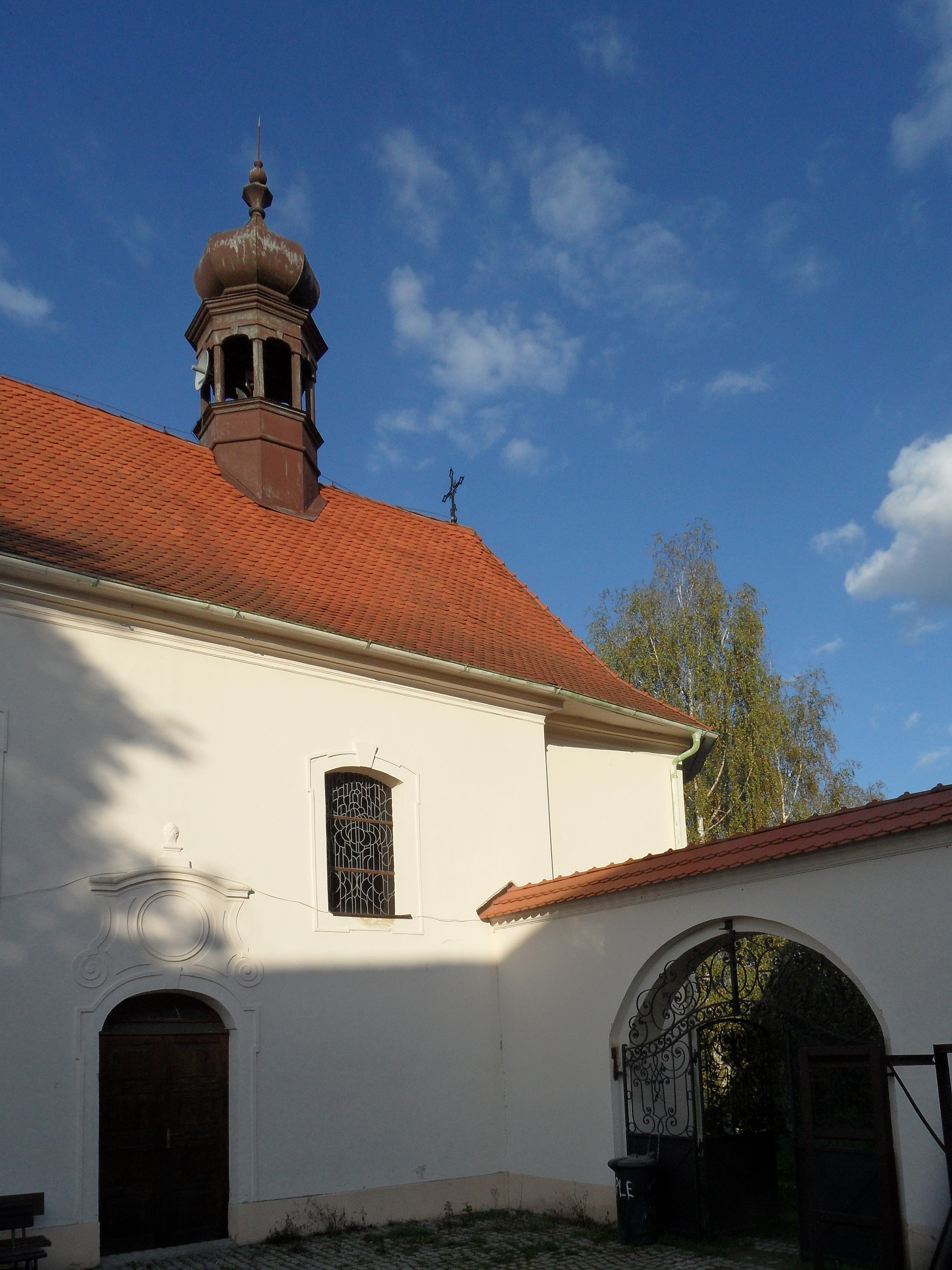
Kaple sv. Josefa a zadní brána
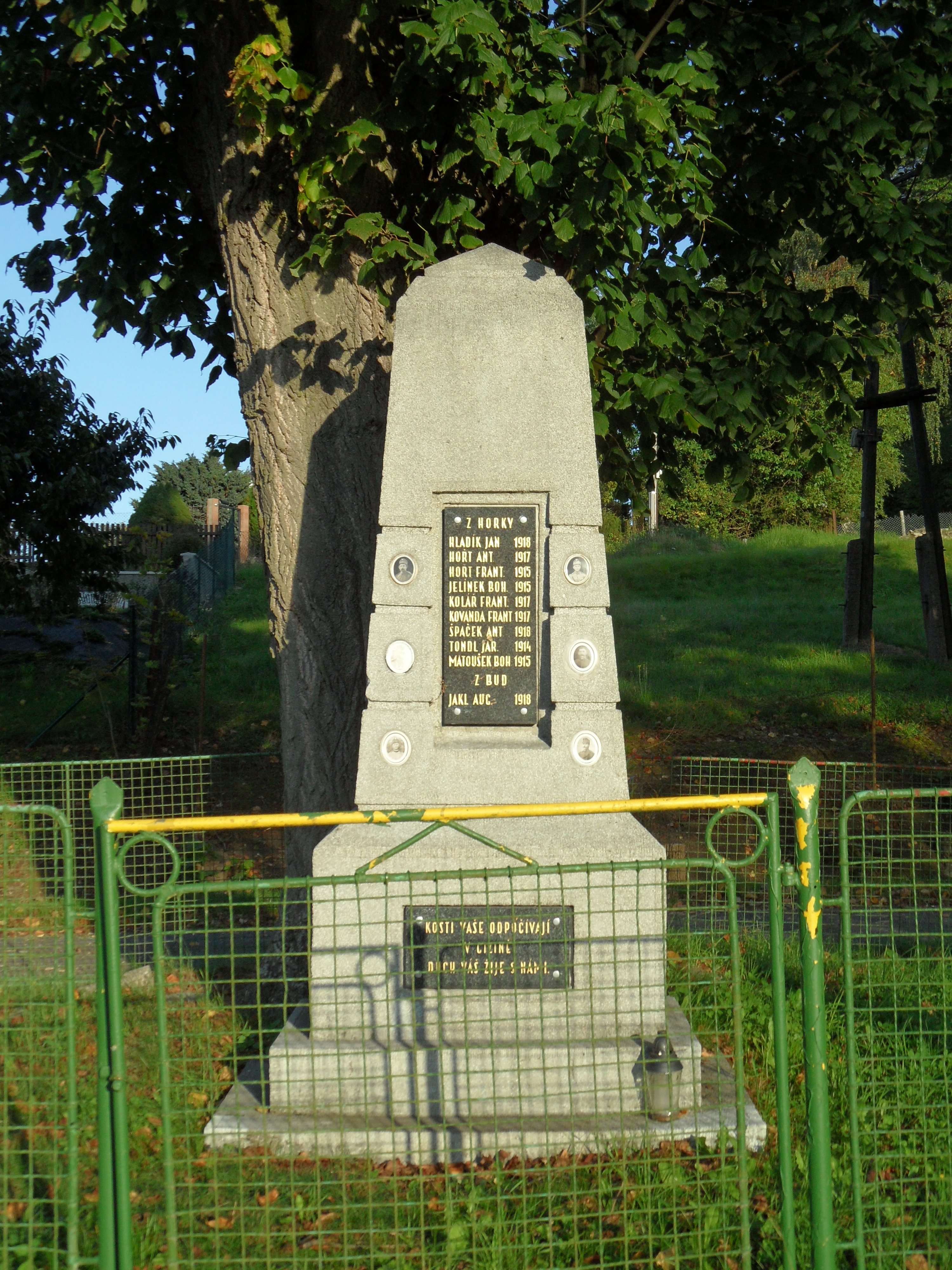
Památník obětem 1. světové války
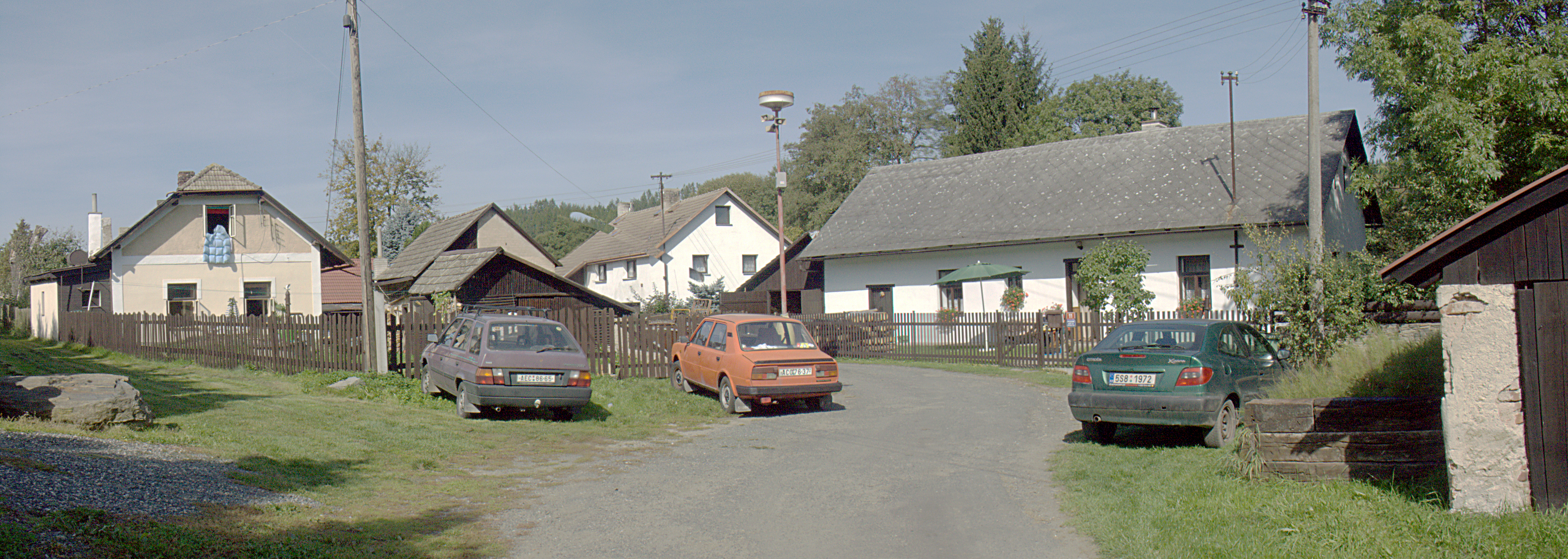
Původní zástavba v dolní části obce
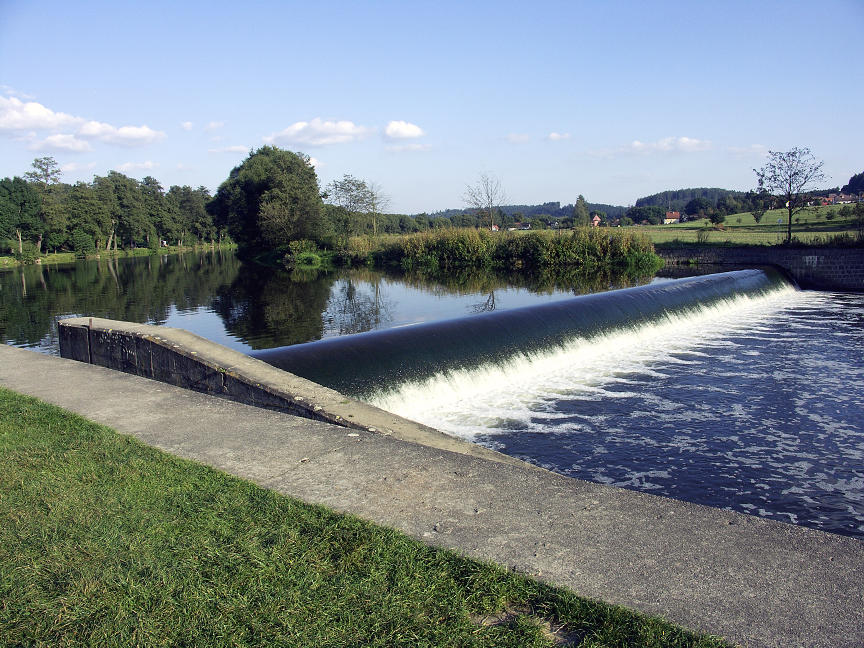
Jez na Sázavě
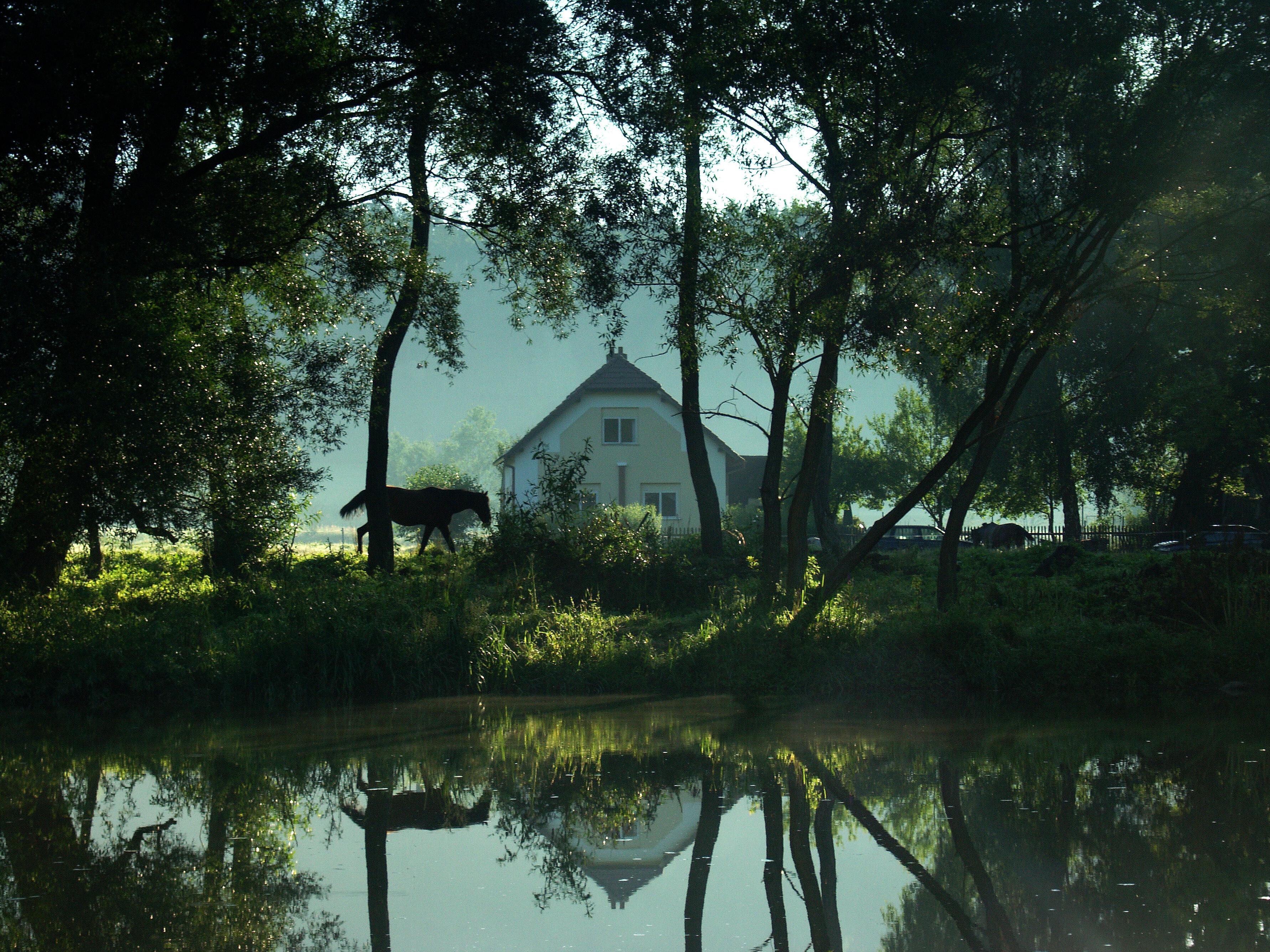
Sázava v Horce II